# Biatoropsis brodaczkowy

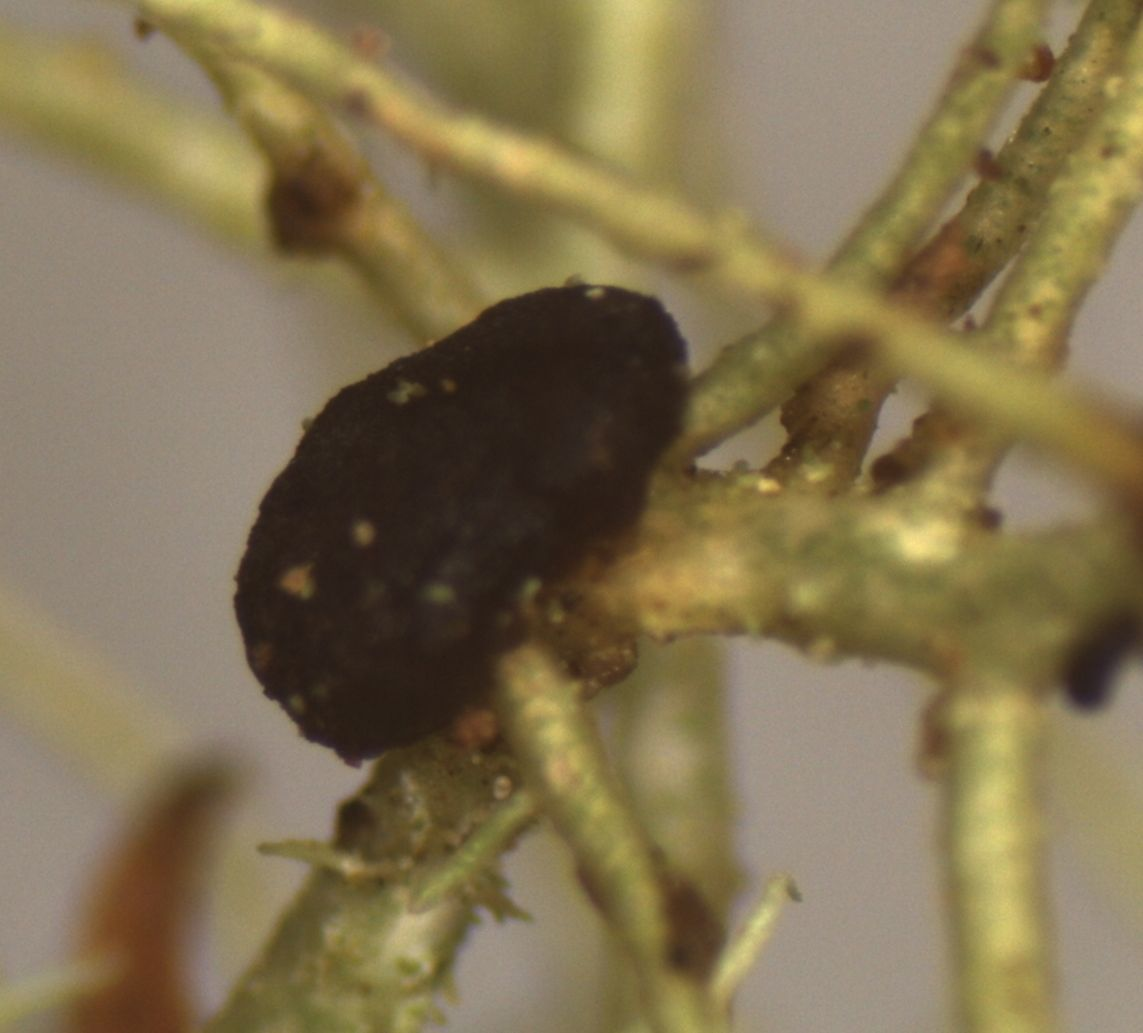
Owocnik

Biatoropsis brodaczkowy (Biatoropsis usnearum Räsänen) – gatunek grzybów z rzędu trzęsakowców (Tremellales).

## Systematyka i nazewnictwo
Pozycja w klasyfikacji według Index Fungorum: Incertae sedis, Tremellales, Incertae sedis, Tremellomycetes, Agaricomycotina, Basidiomycota, Fungi.
Po raz pierwszy opisał go w 1934 r. Veli Räsänen na plesze i brzegach owocników kilku gatunków porostów z rodzaju brodaczka (Usnea) w Finlandii. Jest typem nomenklatorycznym rodzaju Biatoropsis.

## Morfologia
Teleomorfa
Owocnik o średnicy 0,2–3 mm, niezwykle zmienny pod względem kształtu, wielkości i koloru, zazwyczaj mniej więcej kulisty i wypukły o zwężonej podstawie, często z płatkowatymi brzegami, czasem spłaszczony lub z wklęsłą częścią środkową, rzadko rozpostarty i obejmujący większe obszary wokół plechy żywiciela,. Powierzchnia gładka, rzadko guzowata, chrzęstna, o barwie bladoróżowawej, czerwonawo-brązowej, ciemnobrązowej lub czarnej.
Anamorfa
Zarodniki konidialne szkliste, jednokomórkowe, 3–5 × 2–3,5 μm
Cechy mikroskopowe
Strzępki kontekstu o średnicy 2–3 μm, przeważnie jednolite, o niezbyt grubych ścianach, zwykle bez sept. Liczne ssawki. Ich komórka macierzysta ma średnicę 2,5–5 μm, jest kulista lub czasami wydłużona, włókno haustorialne o grubości 0,5–1 μm i długości do 11 μm. W hymenium liczne probazydia, rozwijające się ze sprzążek bazalnych, których brak w dojrzałych podstawkach. Podstawki 20–44 × 3–6,5 μm, maczugowate do cylindrycznych, z 3 poprzecznymi przegrodami, epibazydia o grubości 2–3 μm, i długości do 85 μm. Bazydiospory 4,5–8 × 4 –7,5 μm, kuliste do elipsoidalnych, z wyraźnym wierzchołkiem.
Gatunki podobne
Bardzo podobny jest Cyphobasidium usneicola, występujący na tych samych gatunkach żywicieli i tworzący podobne owocniki.

## Występowanie i siedlisko
Występuje na niektórych wyspach i na wszystkich kontynentach poza Antarktydą. Najwięcej stanowisk podano w Europie. W 2003 r. jego stanowisko podano także w Polsce na brodaczce kędzierzawej (Usnea subfloridana).
Grzyb naporostowy. Występuje na różnych gatunkach brodaczek (Usnea) i na Protousnea dusenii.